# Phil Turnham
Phil Turnham (ur. 13 września 1981 w Watford) – brytyjski wioślarz.

## Osiągnięcia
- Mistrzostwa Europy – Poznań 2007 – ósemka – 5. miejsce[1].
- Mistrzostwa Europy – Ateny 2008 – ósemka – 6. miejsce[1].